# 滨湖席弗灵
滨湖席弗灵是奥地利克恩顿州克拉根福兰县的一个市镇。总面积28.63平方公里，总人口2429人，人口密度84.8人/平方公里（2005年）。